# Come on Over Baby (All I Want Is You)
"Come on Over Baby (All I Want Is You)" é uma canção da cantora americana Christina Aguilera. Ela foi escrita por Aguilera, Paul Rein, Johan Aberg e Ron Fair para seu álbum de estréia intitulado como Christina Aguilera.
Foi o quarto e último single do seu álbum de estréia. Lançado em 26 de Setembro de 2000 nos Estados Unidos e no mundo, foi o terceiro single número #1 de Aguilera na Billboard Hot 100, posto que ocupou por quatro semanas. O single vendeu mais de 3 500 000 em todo o mundo, chegou ao número #8 no Reino Unido e foi um sucesso mundial. Recebeu certificado de platina na Australia e ouro nos Estados Unidos
O vídeo da música "Come on Over Baby (All I Want Is You)" foi filmado no dia 12/15 de Junho de 2000 e foi um hit instantâneo, disparando para o #1 no TRL exceto na Disney já que o mesmo vídeo foi censurado assim foi editado, tendo excluídas algumas cenas quentes. A canção tem uma versão em espanhol intitulada Ven Conmigo (Solamente Tu), do álbum Mi Reflejo.

## Informações

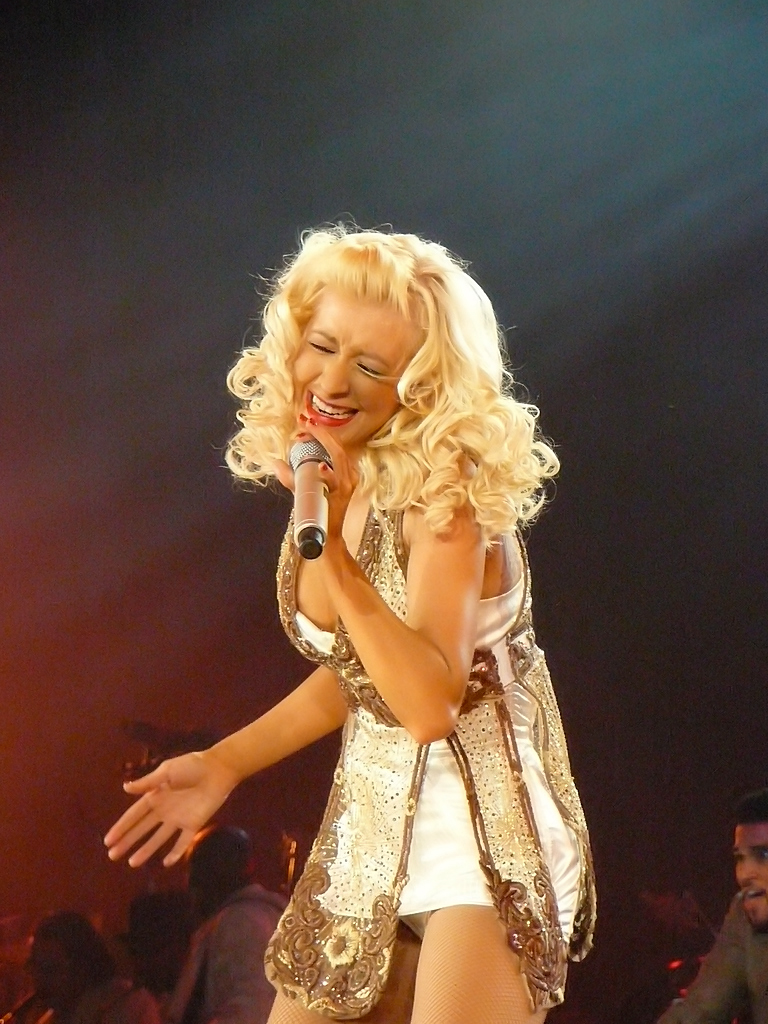
Aguilera performando "Come on Over Baby (All I Want Is You)" in the Back to Basics Tour na versão Jazz.

A versão da música no álbum se chama simplesmente "Come on Over (All I Want is You)", mas foi vista como uma versão que não era capaz de ser um grande hit portanto, a versão do single mudou de nome para "Come on Over Baby (All I Want Is You)" já que foi reescrita com mais influências do pop e do hip-hop. Existem várias versões da canção para a rádio norte-americana, devido a grande quantidade de escritores, a canção tem uma grande variedade de versões um pouco modificadas, talvez isto tenha tornado o single um verdadeiro hit número #1 e permanecendo na primeira posição do Hot 100 Airplay por cinco semanas.
Assim como "What a Girl Wants" (o segundo single de Christina Aguilera), uma nova versão remixada e regravada de "Come on Over Baby (All I Want Is You)" foi lançada como single em vez da versão do álbum original. A versão do álbum, que tinha sido conhecido simplesmente como "Come on Over (All I Want Is You)", foi visto como impróprio para o lançamento único. Desde o único havia sido originalmente produzido e escrito por Paul Rein e Aberg Johan em Outubro de 1998, o par foi dada a primeira oportunidade de mudar a música. Aguilera e Ron Fair (seu mentor) não ficaram impressionados com os seus esforços, e se virou para a equipe de produção conhecido apenas como status de celebridade em maio 2000.
Com status de celebridade e Ron Fair na produção, "Come on Over (All I Want Is You)" (a versão do álbum) foi transformado em "Come on Over Baby (All I Want Is You)", mais orientado para o hip-hop produção influenciada (em oposição à produção original piano rico). Novas letras e muito mais sexual, uma progressão de acordes para a canção do b-section, uma ponte (a canção original não tinha uma ponte), um "rap" de Aguilera, uma distribuição nova dança mid-canção, e vocais mais poderosos por Aguilera também foram adicionadas. (A canção também apresenta novos elementos limitados de Guy Roche e Shelly Peiken.)

## Desempenho nas Paradas
"Come On Over Baby (All I Want Is You)" se tornou o terceiro hit de Aguilera número #1 na Billboard Hot 100 e eventualmente, a RIAA certificou o único ouro. Ele passou vinte e uma semanas no Hot 100, e ficou na posição #38 da Hot 100 de 2000 de fim de ano. A versão em espanhol do single "Ven Conmigo (Solamente Tu)", aderindo ao arranjo original, também foi um sucesso enorme da música latina, tornando-se único Aguilera número um em primeiro lugar da Latin Songs. Depois de receber um forte impulso a partir da gravadora o single se tornou um grande sucesso de Aguilera, com muitos considerá-lo um "comeback", devido ao “mau desempenho” de seu single anterior, "I Turn to You", mesmo ter alcançado o #3 durante quatro semanas na parada da Billboard. Não só o single #1 na Billboard Hot 100 e teve forte airplay que o single anterior, mas o vídeo tornou-se também de vídeo mais popular Aguilera até à data, tornando-se um enorme hit #1 no TRL e receber airplay forte na MTV, VH1 , e até mesmo a Disney e Nick.
"Come on Over Baby (All I Want Is You)" atingiu o top 10 no Reino Unido, Japão e Austrália e os vinte melhores no Canadá, mas teve menos sucesso na Europa Continental, atingindo o top 40 na maioria dos mercados. O single tornou-se ainda um outro sucesso internacional de Aguilera, atingindo #2 na Nova Zelândia, onde permaneceu nas paradas por 13 semanas. "Come on Over Baby (All I Want Is You)" acabou por ser certificado ouro  nos EUA por vender mais de 500 000 unidades em vendas de CDs físicos. O single também foi certificada platina na Austrália. "Come on Over" ficou em #1 na Billboard Hot 100 por quatro semanas, e permaneceu nas paradas australianas por 20 semanas. O single vendeu mais de 3 500 000 cópias no mundo todo.

## Videoclipe

Captura de ecrã do videoclipe.

Dirigido por Paul Hunter, o videoclipe começa com Aguilera falando ao telefone com o namorado, dizendo a ele para ir até a casa dela. Depois que ela desliga o telefone, a cena quebra em Aguilera usando um top branco e calças brancas, com mechas vermelhas no cabelo. Na cena seguinte, Aguilera tem tranças soltas, um top azul e calças xadrez azuis e brancas. Ela está em seu quarto, quando de repente ela e suas dançarinas de apoio começam a dançar na frente de um fundo branco. Os dançarinos saem e começam a dançar com as dançarinas. Depois disso, Aguilera e seu namorado na vida real, Jorge Santos, dançam juntos com suas dançarinas de apoio na cena em que todos estão vestindo roupas amarelas e verdes, primeiro em um fundo amarelo-verde seguido por um fundo amarelo-laranja. A cena seguinte é onde seus dançarinos dançam em cadeiras em cubos brancos, intercalados com Aguilera cantando em um fundo de paredes azuis e um pano de fundo branco. Aguilera e suas dançarinas de apoio dançam em frente a um fundo branco. Ele entra numa cena em que Aguilera desce um lance de escadas em uma sala vermelha, com suas dançarinas de apoio em cada degrau. Eles começam a dançar de novo, e os dançarinos de Aguilera seguram pedaços de quebra-cabeças que mostram o rosto de Aguilera.

### Recepção
O videoclipe de "Come on Over Baby (All I Want Is You)" foi um sucesso instantâneo, atirando para o # 1 no TRL. Ele apresentava uma imagem mais agressiva de Aguilera, bem diferente de seus singles anteriores, "Genie in a Bottle" e "I Turn to You". Ao contrário de seus singles anteriores, ela tinha listras vermelhas no cabelo e usava roupas mais justas. O vídeo foi filmado de 12 a 15 de junho de 2000, estreado no final de julho no "Making The Video", da MTV, e foi o último videoclipe de seu álbum de estréia, Christina Aguilera. A imagem que Aguilera usou em "Come on over Baby (Tudo que eu quero é você)" também foi usada para Mi Reflejo e sua primeira turnê em 2000. Quando o vídeo da música "Come on Over Baby (All I Want Is You))" exibido no Disney Channel, algumas cenas foram editadas e algumas das letras sexuais foram censuradas. Uma segunda versão do vídeo foi lançada também para a versão em espanhol da música; Ven Conmigo (Solamente Tú). Nesta versão a maioria das cenas da coreografia da primeira versão pode ser vista, mas Aguilera aparece cantando ao lado de uma cadeira vermelha.

## Performance Ao Vivo
Aguilera cantou "Come on Over Baby" em Christina Aguilera in Concert, uma versão acústica no Stripped World Tour, e uma versão jazz na Back to Basics Tour. Christina Aguilera cantou "Come on Over Baby (All I Want Is You)" em 2000 no MTV Video Music Awards. Ela usava uma roupa vermelha marcante apertado, com faixas pretas em seu cabelo anteriores à forma como ela usou-as em seu vídeo musical, saltos altos vermelhos, e um apertado vermelho rubi barriga. No final do desempenho Aguilera, Fred Durst subiu ao palco e realizou parte da música de sua banda "Livin' It Up" com Aguilera. No mesmo ano, Christina Aguilera e Britney Spears negaram rumores de rivalidade, e que eram amigas de infância, elas subiram ao palco de mãos dadas para homenagear Whitney Houston.

## Posição nas tabelas
| Chart (2000)                                                              | Posição |
| ------------------------------------------------------------------------- | ------- |
| O campo songid é OBRIGATÓRIO PARA PARADA ALEMÃ                            | 23      |
| Austrália (ARIA)                                                          | 9       |
| Áustria (Ö3 Austria Top 75)                                               | 35      |
| Bélgica (Ultratop 50 de Flandres)                                         | 21      |
| Bélgica (Ultratop 50 da Valônia)                                          | 22      |
| Brasil (ABPD)                                                             | 4       |
| Canadá (Canadian Hot 100)                                                 | 14      |
| Espanha (PROMUSICAE)                                                      | 8       |
| Estados Unidos (Billboard Hot 100)                                        | 1       |
| Estados Unidos (Billboard Adult Top 40)                                   | 36      |
| Estados Unidos (Billboard Hot Latin Songs) "Ven Conmigo (Solamente Tú)"   | 1       |
| Estados Unidos (Billboard Latin Pop Airplay) "Ven Conmigo (Solamente Tú)" | 2       |
| Estados Unidos (Billboard Mainstream Top 40)                              | 4       |
| Estados Unidos (Billboard Rhythmic)                                       | 6       |
| França (SNEP)                                                             | 33      |
| Irlanda (IRMA)                                                            | 9       |
| Itália (FIMI)                                                             | 31      |
| Nova Zelândia (Recorded Music NZ)                                         | 2       |
| Países Baixos (Dutch Top 40)                                              | 6       |
| Polónia (Polish Airplay Charts)                                           | 9       |
| Reino Unido (UK Singles Chart)                                            | 8       |
| Suécia (Sverigetopplistan)                                                | 23      |
| Suíça (Schweizer Hitparade)                                               | 21      |

| Chart (2000)                                                    | Posição |
| --------------------------------------------------------------- | ------- |
| Austrália (ARIA)                                                | 31      |
| Estados Unidos (Billboard Hot 100)                              | 38      |
| Estados Unidos (Hot Latin Songs) · "Ven Conmigo (Solamente Tú)" | 40      |
| Países Baixos (Dutch Top 40)                                    | 65      |
| Suíça (Schweizer Hitparade)                                     | 87      |

| Chart            | Posição |
| ---------------- | ------- |
| Austrália (ARIA) | 779     |

## Certificações
| País                  | Certificação | Vendas  |
| --------------------- | ------------ | ------- |
| Austrália (ARIA)      | Platina      | 70,000  |
| Nova Zelândia (RMNZ)  | Ouro         | 5,000   |
| Estados Unidos (RIAA) | Ouro         | 579,000 |

## Histórico de Lançamento
| País           | Data                   | Formato                | Gravadora | Ref.   |
| -------------- | ---------------------- | ---------------------- | --------- | ------ |
| Estados Unidos | 11 de Julho de 2000    | Contemporary hit radio | RCA       | [ 32 ] |
| Estados Unidos | 26 de Setembro de 2000 | CD single              | RCA       | [ 33 ] |
| Reino Unido    | 30 de Outubro de 2000  | CD single              | RCA       | [ 34 ] |